# Porcelaine Médicis
Pour les articles homonymes, voir Médicis (homonymie).

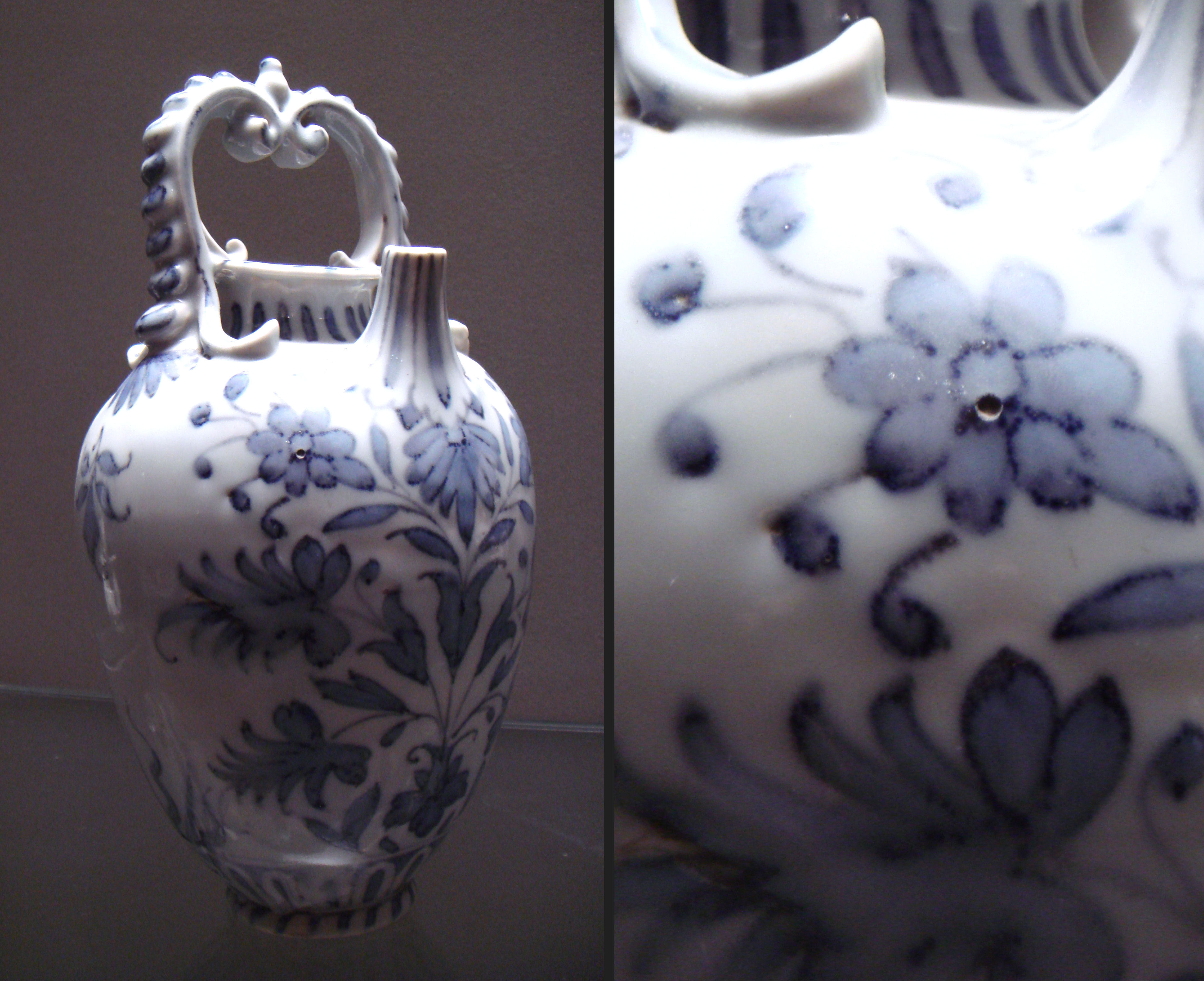
Porcelaine Médicis, Bouteille, v. 1575–87, avec détail de texture piquée ; porcelaine à pâte molle ; OA 2734, Musée du Louvre, Paris.

La porcelaine Médicis a été la première tentative réussie en Europe de fabriquer des imitations de porcelaine chinoise, bien qu'il s'agisse de porcelaine à pâte molle plutôt que de pâte dure fabriquée en Asie. La manufacture expérimentale installée dans le Casino de San Marco à Florence a existé entre 1575 et 1587 sous le patronage de François Ier de Médicis. Les exemplaires survivants sont extrêmement rares et la grande majorité des 60 à 70 exemplaires se trouvent dans des musées.
Une marque peinte du dôme de Brunelleschi et un F majuscule apparaissent sur le dessous de certaines pièces; d'autres portent les six palles Médicis (6 boules présentes dans leurs armoiries). N'ayant jamais fait l'objet d'une entreprise commerciale, les porcelaines Médicis étaient parfois offertes en cadeau diplomatique ; par exemple, certaines pièces portent les armes de Philippe II d'Espagne.

## Histoire et fabrication

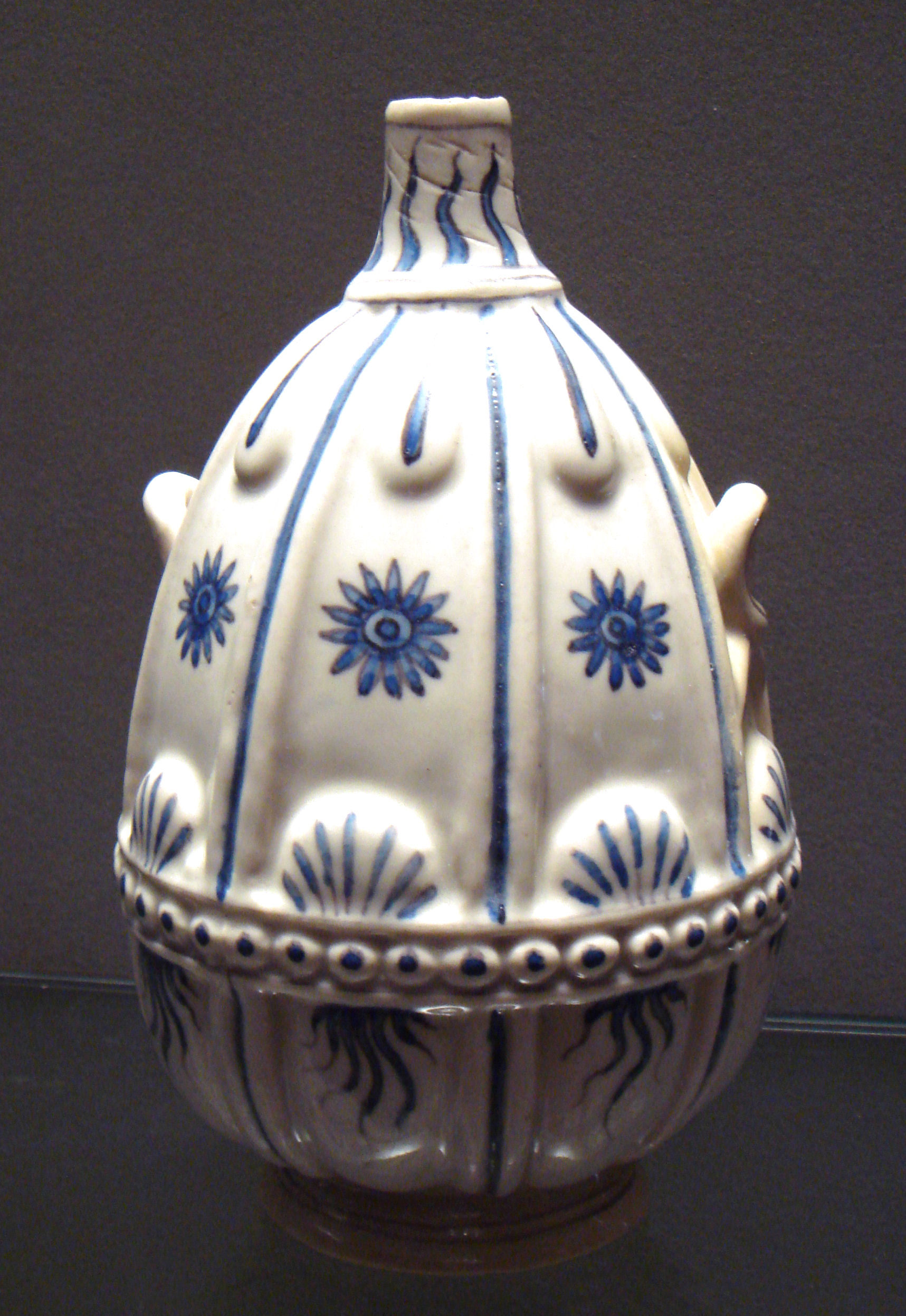
Vase Médicis en porcelaine, 1575-1587.

Giorgio Vasari a rapporté dans l'édition de 1568 de ses Vite que Bernardo Buontalenti travaillait à la découverte de l'art de la porcelaine, mais rien n'indique qu'il ait réussi. Les premiers succès furent finalement rapportés en 1575 par l'ambassadeur vénitien Andrea Gussoni, qui mentionna dans son mémoire à la Sérénissime que Francesco avait découvert les moyens de fabriquer "la porcelaine de l'Inde". Gussoni évoquait notamment les quatre qualités qui rendaient la porcelaine désirable, outre sa rareté exotique :
Sa transparence, sa dureté, sa luminosité et sa délicatesse; on pris 10 ans à être découvertes.
Cependant, l'ensemble du projet a finalement été relativement de courte durée; la température de cuisson élevée a poussé la capacité technique du XVIe siècle à sa limite, entraînant des coûts de production exorbitants. Il n'y a aucune référence à la fabrication de porcelaine Médicis datée de manière sûre après la mort de Francesco en 1587.

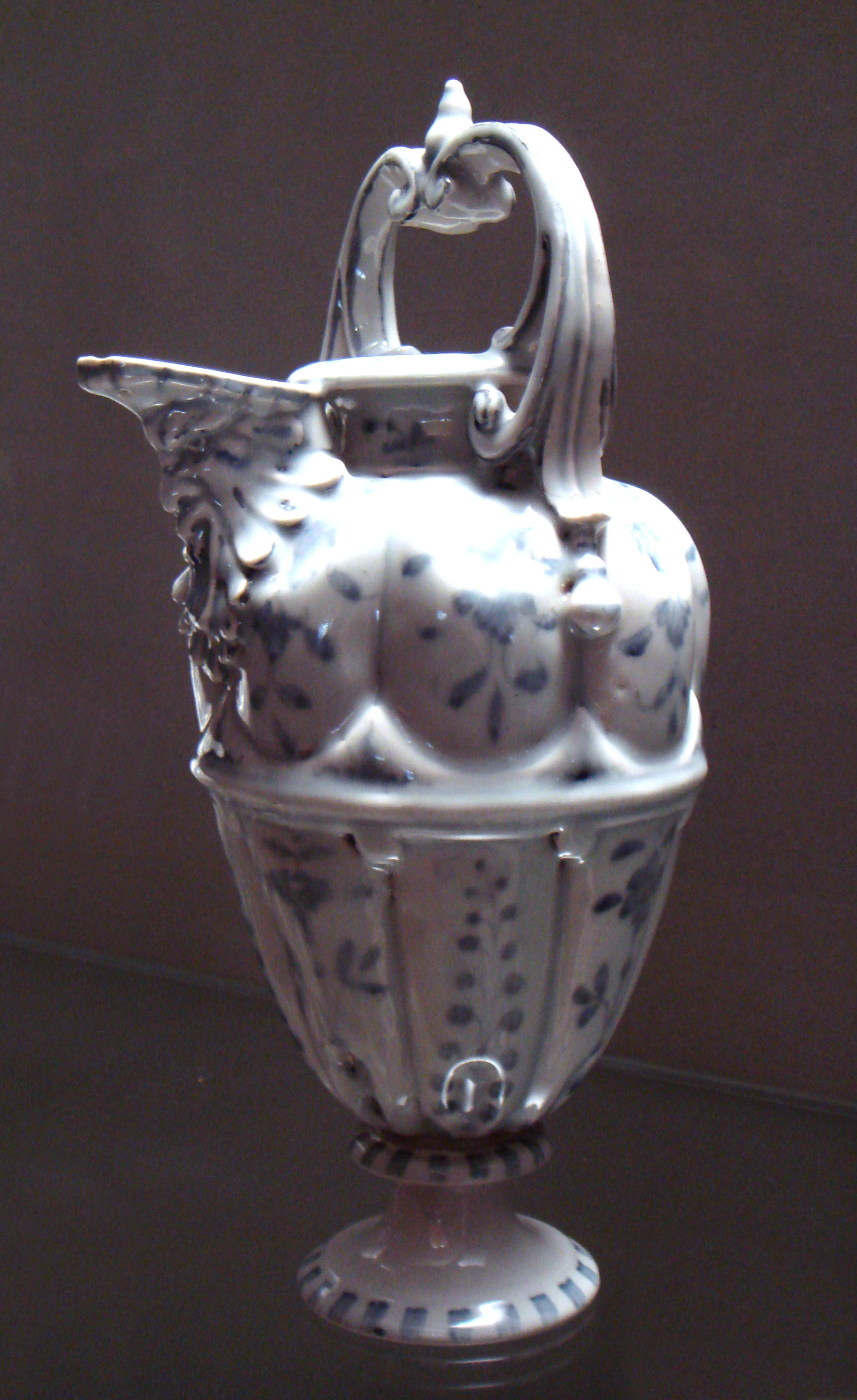
Aiguière Médicis en porcelaine, 1575-1587.

La porcelaine Médicis est un type de porcelaine tendre, composé d'argile blanche contenant de la poudre de feldspath, du phosphate de calcium et de la wollastonite (CaSiO3), avec du quartz. La glaçure contient du phosphate de calcium, ce qui indique que la technique moyen-orientale consistant à utiliser de l'os calciné pour fabriquer une glaçure blanche opaque a été adoptée. Le résultat est translucide mais légèrement vitreux au toucher. Suivant l'exemple de la porcelaine chinoise bleue et blanche classique, les décorations ont été peintes en bleu sous glaçure, ce qui a donné lieu à une gamme de teintes lors de la cuisson, allant d'un bleu cobalt brillant au gris. Certaines pièces ont des contours tracés au manganèse.
Les formes sont adaptées de la céramique majolique et des vaisselles en argent; ils vont des plus grands bassins et aiguières, chargeurs et assiettes, aux plus petites burettes. Les motifs décoratifs sont exécutés à l'imitation des céramiques bleues et blanches chinoises, ou de la céramique turque d'Iznik, ou plus rarement à l'imitation de l'ornement de la majolique grottesche. Les céramiques chinoises et turques étaient présentes dans les collections de la famille Médicis depuis plus d'un siècle; par exemple, l'un des biens les plus précieux de la famille était un cadeau du sultan mamelouk d'Égypte qui envoya à Laurent de Médicis « de grands vases de porcelaine, dont on n'a jamais vu le même » en 1478.

## Postérité

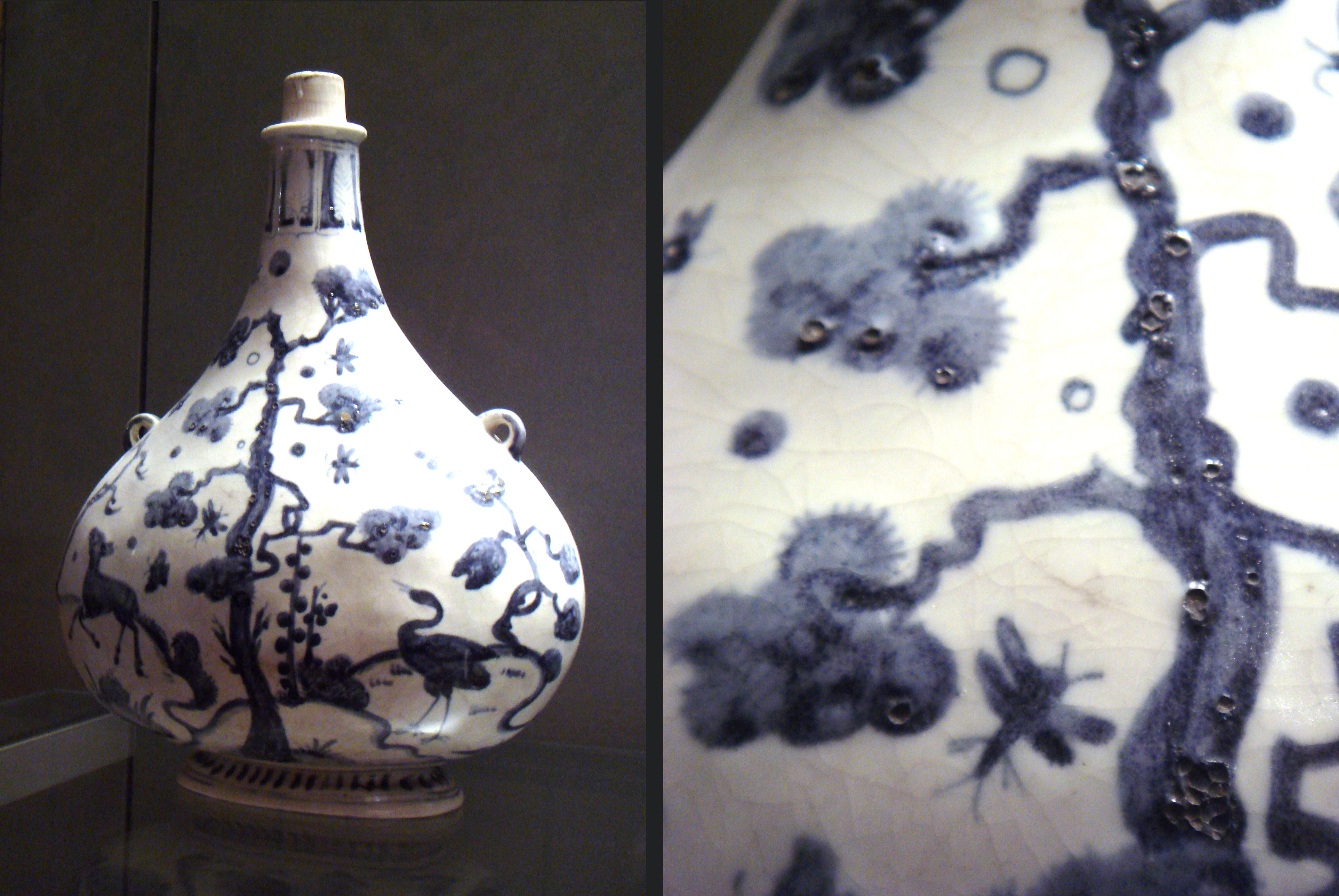
Gourde en porcelaine Médicis, avec détail de texture piquée, 1575-1587.

À la mort de François Ier de Médicis, son frère cadet, le cardinal Ferdinand Ier de Médicis, a hérité du poste de grand-duc. Ferdinand a ramené avec lui à Florence ses précieuses porcelaines chinoises et Médicis de la Villa Médicis à Rome, ainsi que ses peintures et objets romains. Mais avec l'omniprésence des porcelaines européennes à pâte molle et à pâte dure au XVIIIe siècle, les héritiers Médicis de la Maison de Lorraine en vinrent à valoriser de moins en moins les porcelaines Médicis imparfaites, avec leurs minuscules craquelures de cuisson et leurs glaçures bouillonnantes. En 1772, une vente aux enchères au Palazzo Vecchio d'objets de stockage dispersa les porcelaines Médicis conservées en Toscane. L'intérêt pour ces porcelaines reparaît après le milieu du XIXe siècle. L'inventaire de 1588 dressé après la mort de François Ier de Médicis compte 310 pièces. Aujourd'hui, seules soixante ou soixante-dix pièces sont connues.
Après les porcelaines Médicis, la nouvelle tentative européenne de fabrication de porcelaine tendre vient de la manufacture de Rouen, en 1673.

## Notes

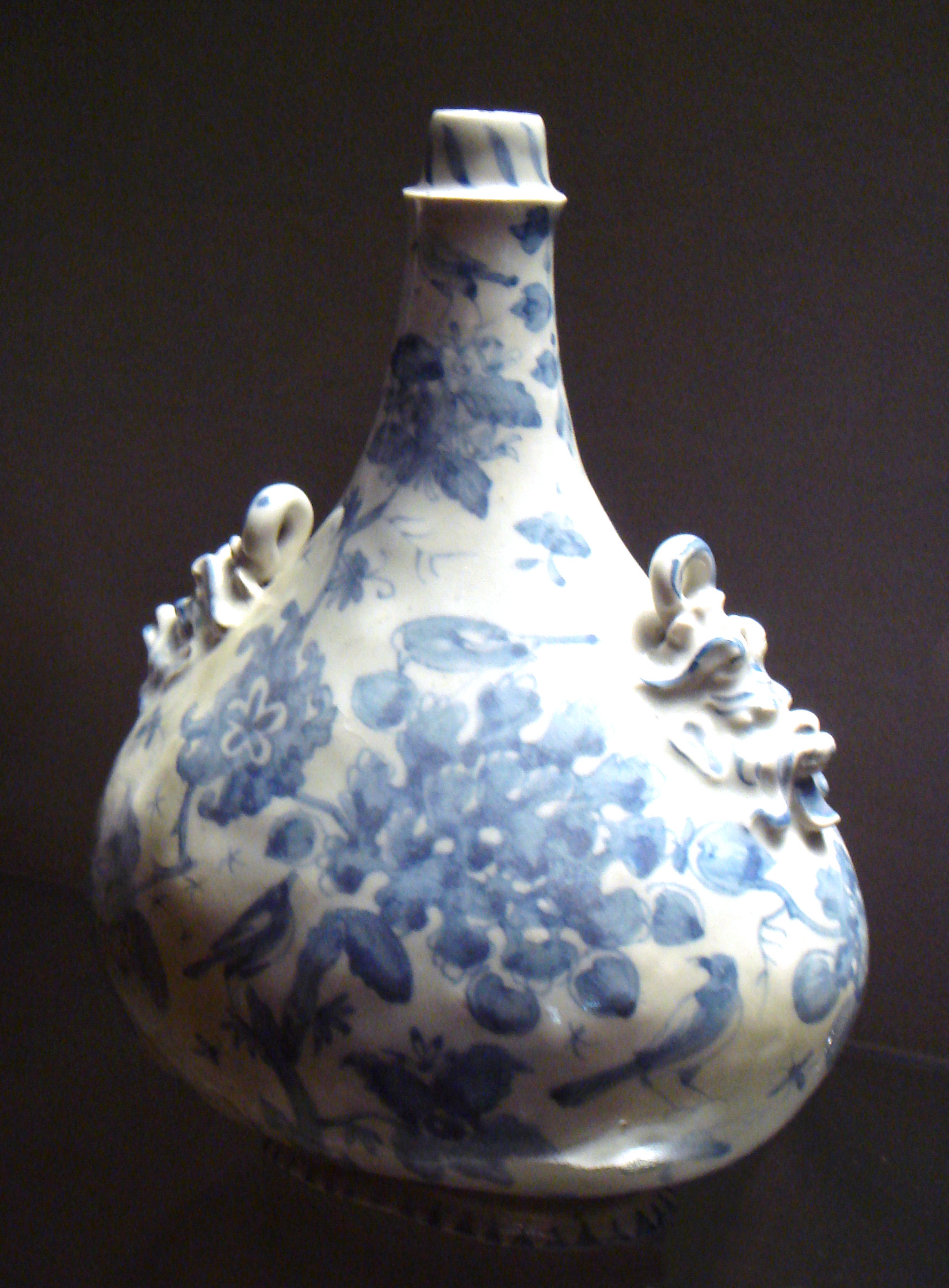
Gourde en porcelaine Médicis, 1575-1587.